# 華聯體育會
華聯足球會（Valuen F.C.）是澳門足球會，位於澳門特別行政區。曾是澳門甲組足球聯賽的參賽球隊，也是聯賽中具有奪冠實力的強隊。
2008年中蒙地卡羅、華聯及兄弟因不滿足總章程而拒絕參加夏季舉辦的七人足球錦標賽，足總根據章程第十八條，指三支球隊違規，並處以每隊一萬元罰款及需在十五日內繳交，否則以後不能參加足球總會舉辦的任何賽事。其中蒙地卡羅領隊文東沙指足總指控毫無根據，宣告入稟法院遁民事訴訟，最終敗訴，幾令澳門足球聯賽崩潰。
當季乙組殿軍康樂由此獲邀陪同冠軍炮兵及亞軍加義(及後的名門世家加義)升上甲組，名門世家加義就此組建「百萬大軍」, 與藍白、海帆、炮兵等抗衡。
華聯於2012年繳交罰款並參加2013年足球總會澳門預備組足球聯賽。

## 球員名單（2006/07）
|  | - 2 樊耀光 - 3 何國強 - 4 黎永傑 - 5 Soares Toao - 6 E 皮理斯 - 7 薛濤 - 8 米基 - 10 馬丁士 - 11 徐榮生 |  | - 12 蘇沙 - 15 李海發 - 16 林文強 - 17 羅沙理奧 - 18 李嘉明 - 19 李偉新 - 22 曾正華 - 范銘海 - 容健忠 |

## 球員名單（2013）
|  | - 2 林漢儒 - 4 陳翰文 - 5 莫永豪 - 6 劉施仁 - 7 陸啟恒 - 8 莊少培 - 9 陳瀚臻 - 10 陳景倫 - 13 陳家聰 |  | - 17 鄭偉富 - 18 陳駿泓 - 19 梁家豪 - 20 吳志強 - 23 陳仲豪 - 27 吳賀斌 - 28 張道昌 - 30 陳耀華 - 99 梁岸峰 |

## 外部連結
- 澳門足球總會 Macau Football Association （页面存档备份，存于）
- 華聯體育會 Valuen F.C.Facebook